# 帕特蕾恰·亞當凱維奇
帕特蕾恰·亞當凱維奇（波蘭語：Patrycja Adamkiewicz，1998年6月11日—），波蘭女子跆拳道運動員。
2019年，她在2019年夏季世界大學生運動會女子羽量級比賽中獲得銅牌。
她通過2021年歐洲跆拳道奧運會資格賽獲得了2020年夏季奧運會的參賽資格。
她參加了在墨西哥瓜達拉哈拉舉行的2022年世界跆拳道錦標賽女子羽量級比賽。